# Trachyandra
Trachyandra ist eine Pflanzengattung aus der Unterfamilie der Affodillgewächse (Asphodeloideae). Der botanische Name der Gattung leitet sich von den griechischen Worten trachys für ‚rau‘ sowie andros für ‚Mann‘ ab und verweist auf die rauen Staubfäden der Arten. Schwerpunkt ihrer Verbreitung sind die Winterregengebiete des Kapgebietes in Südafrika. Die meisten Arten sind geophytische Sukkulenten.

## Beschreibung

### Vegetative Merkmale
Die Arten der Gattung Trachyandra sind variable, ausdauernde, kahle bis drüsenfilzige Rosettenpflanzen. Sie sind blattsukkulent, stammlos und geophytisch oder wachsen strauchig und erreichen eine Wuchshöhe von bis zu 2 Meter. Der Wurzelstock ist knollenförmig oder als aufrechte Rhizome ausgebildet. Die spindelförmigen oder faserigen Wurzeln sind stielrund. Der aufrechte Stamm ist holzig und mit Blattbasen bedeckt. Die Laubblätter sind zweigestaltig oder alle gleich. Ihre Blattspreite ist flach oder dreieckig bis stielrund, häufig linealisch-bandförmig und nur selten längsfurchig, gerade oder gewellt.

### Blütenstände und Blüten
Der Blütenstand ist traubig oder gelegentlich rispig. Der Blütenschaft ist mit Brakteen besetzt. Die einzelnen Blüten sind ausgebreitet bis hängend. Die radförmige Blütenhülle ist häufig später zurückgebogen. Die sechs weißen bis malvenfarbenen Perigonblätter sind in zwei Reihen angeordnet. Die äußeren Perigonblätter sind schmaler als die inneren Perigonblätter. Die sechs Staubblätter sind mit der Perigonbasis verwachsen. Ihre Staubfäden sind rau, die Staubbeutel dorsifix und intrors. Der kugelförmige, oberständige Fruchtknoten ist dreifächrig. Der Griffel ist stielrund und die Narbe kopfig.

### Früchte und Samen
Die Früchte sind kugelförmige lokulizide Kapselfrüchte. Sie enthalten graubraune, glatte bis warzige Samen, die klebrig werden.

## Systematik und Verbreitung

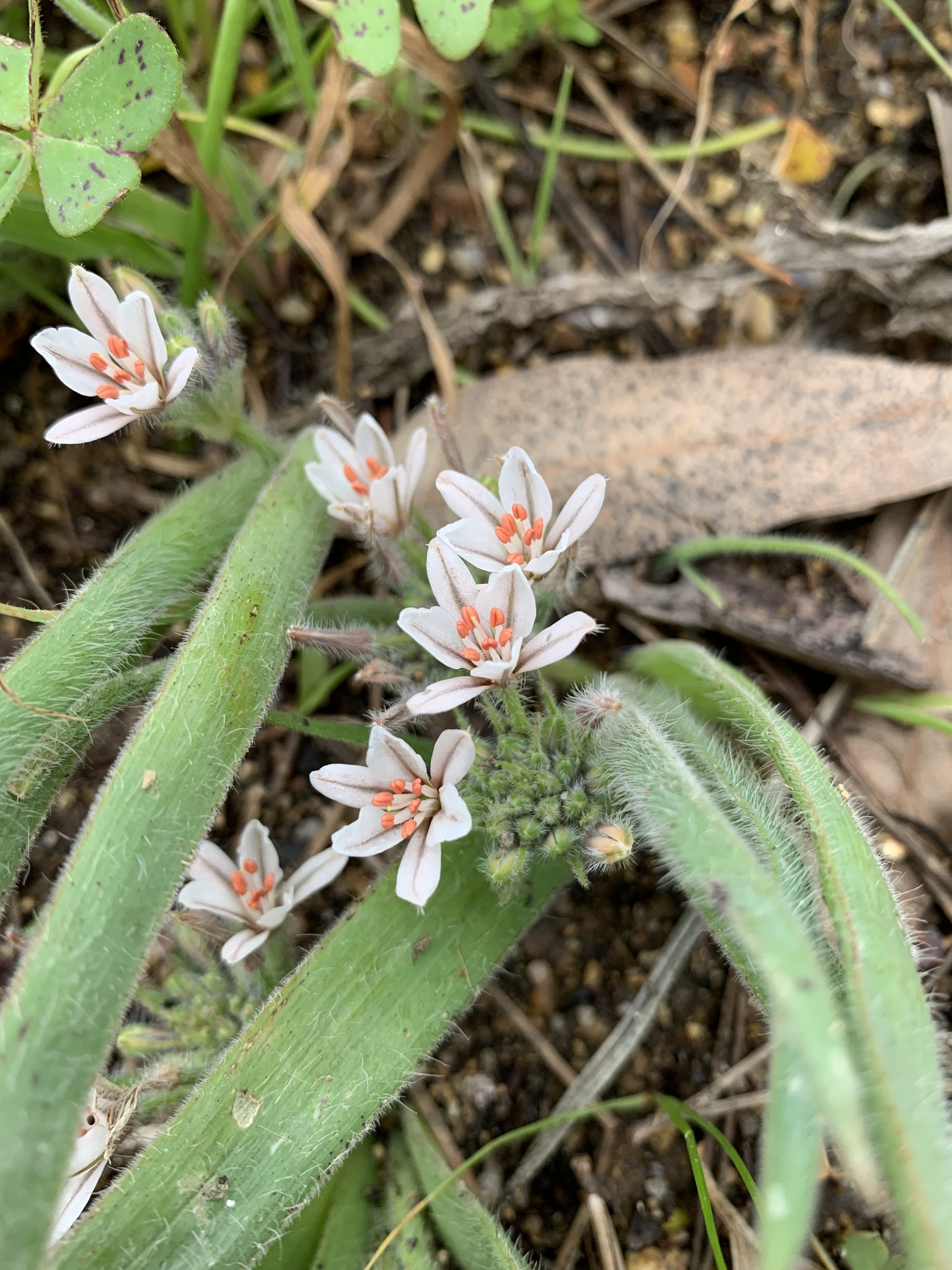
Trachyandra hispida

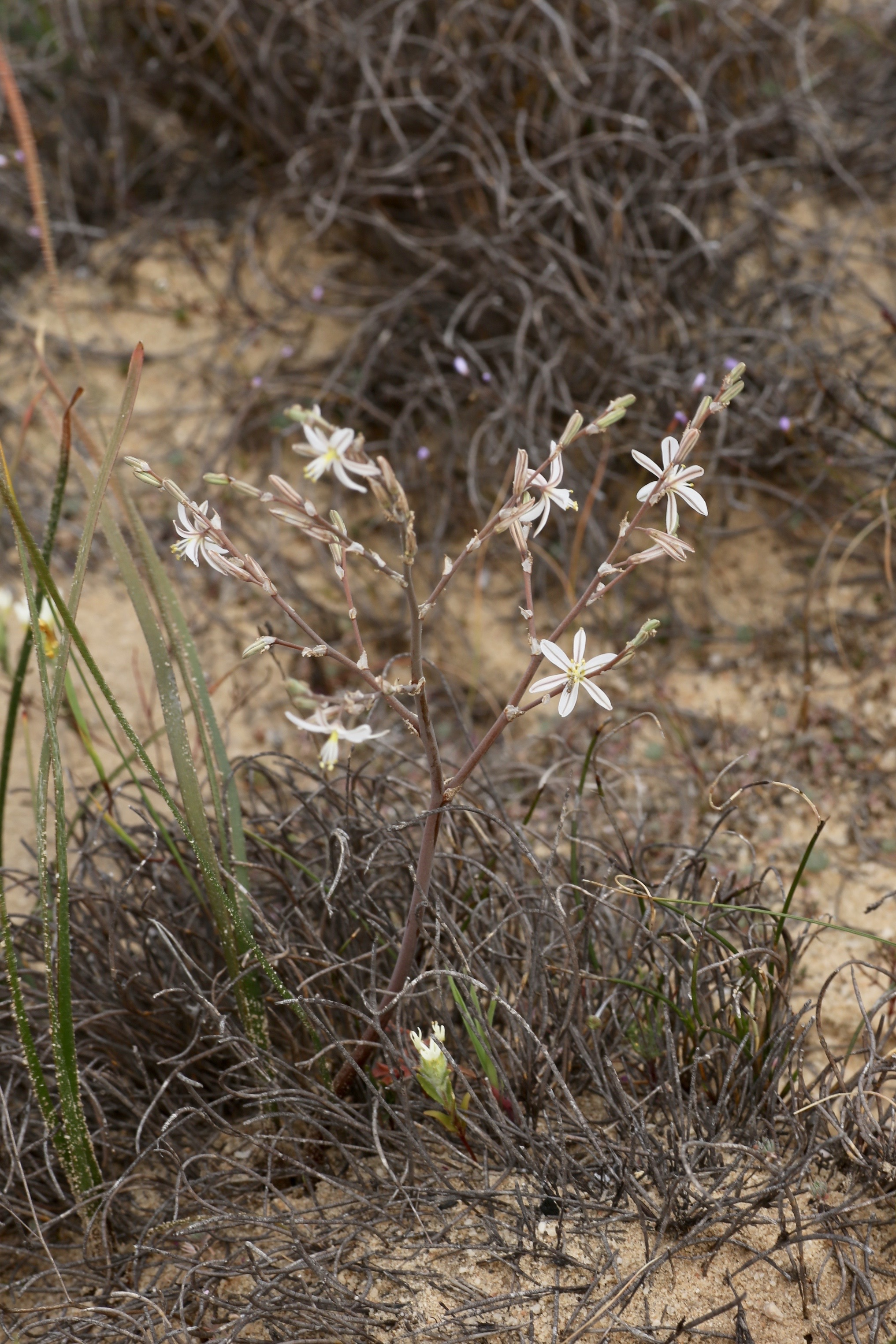
Trachyandra muricata

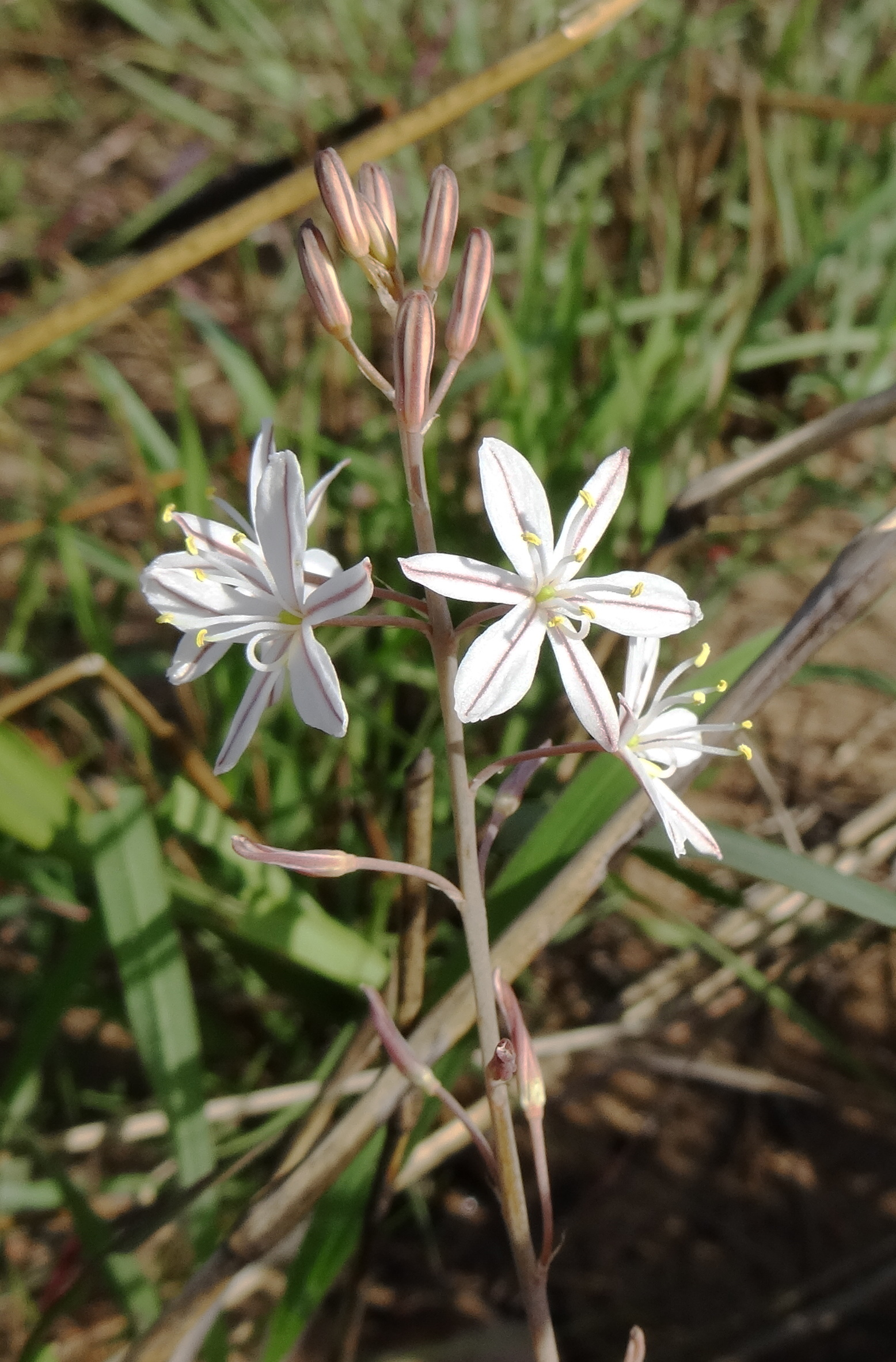
Trachyandra saltii

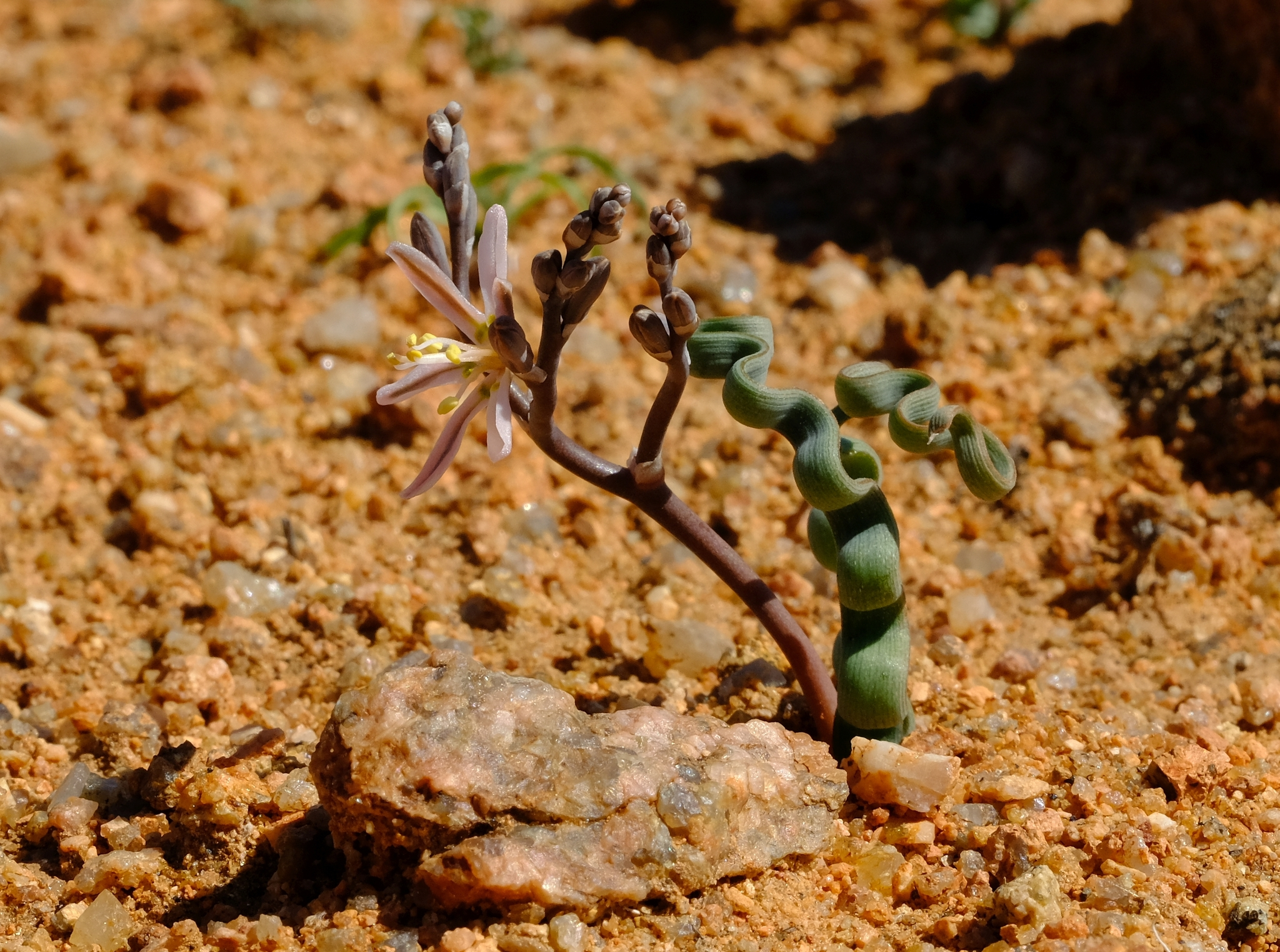
Trachyandra tortilis

Die Gattung Trachyandra ist in Afrika und dort mehrheitlich im Südwesten von Südafrika verbreitet.
Die Erstbeschreibung der Gattung Trachyandra erfolgte 1843 durch Karl Sigismund Kunth. Die Typusart der Gattung ist Trachyandra hispida. Nach Anna Amelia Obermeyer wird die Gattung in drei Sektionen gegliedert:
- Sektion Trachyandra
- Sektion Glandulifera Oberm.
- Sektion Liriothamnus (Schltr.) Oberm.

Die Gattung Trachyandra umfasst folgende Arten:
- Trachyandra acocksii Oberm.
- Trachyandra adamsonii (Compton) Oberm.
- Trachyandra affinis Kunth
- Trachyandra arenicola J.C.Manning & Goldblatt
- Trachyandra aridimontana J.C.Manning
- Trachyandra arvensis (Schinz) Oberm.
- Trachyandra asperata Kunth Mit den Varietäten:
  - Trachyandra asperata var. asperata
  - Trachyandra asperata var. basutoensis (Poelln.) Oberm.
  - Trachyandra asperata var. carolinensis Oberm.
  - Trachyandra asperata var. macowanii (Baker) Oberm.
  - Trachyandra asperata var. nataglencoensis (Kuntze) Oberm.
  - Trachyandra asperata var. stenophylla (Baker) Oberm.
  - Trachyandra asperata var. swaziensis Oberm.
- Trachyandra brachypoda (Baker) Oberm.
- Trachyandra bulbinifolia (Dinter) Oberm.
- Trachyandra bulbosa Boatwr. & J.C.Manning
- Trachyandra burkei (Baker) Oberm.
- Trachyandra capillata (Poelln.) Oberm.
- Trachyandra chlamydophylla (Baker) Oberm.
- Trachyandra ciliata (L.f.) Kunth
- Trachyandra dissecta Oberm.
- Trachyandra divaricata (Jacq.) Kunth
- Trachyandra ensifolia (Sölch) Roessler
- Trachyandra eriocarpa Boatwr. & J.C.Manning
- Trachyandra erythrorrhiza (Conrath) Oberm.
- Trachyandra esterhuysenae Oberm.
- Trachyandra falcata (L.f.) Kunth
- Trachyandra filiformis (Aiton) Oberm.
- Trachyandra flexifolia (L.f.) Kunth
- Trachyandra gerrardii (Baker) Oberm.
- Trachyandra giffenii (F.M.Leight.) Oberm.
- Trachyandra glandulosa (Dinter) Oberm.
- Trachyandra gracilenta Oberm.
- Trachyandra hantamensis Boatwr. & J.C.Manning
- Trachyandra hirsuta (Thunb.) Kunth
- Trachyandra hirsutiflora (Adamson) Oberm.
- Trachyandra hispida (L.) Kunth
- Trachyandra involucrata (Baker) Oberm.
- Trachyandra jacquiniana (Schult. & Schult.f.) Oberm.
- Trachyandra kamiesbergensis Boatwr. & J.C.Manning
- Trachyandra karrooica Oberm.
- Trachyandra lanata (Dinter) Oberm.
- Trachyandra laxa (N.E.Br.) Oberm.
  - Trachyandra laxa var. laxa
  - Trachyandra laxa var. rigida (Suess.) Roessler
- Trachyandra malosana (Baker) Oberm.
- Trachyandra mandrarensis (H.Perrier) Marais & Reilly
- Trachyandra margaretae Oberm.
- Trachyandra montana J.C.Manning & Goldblatt
- Trachyandra muricata (L.f.) Kunth
- Trachyandra oligotricha (Baker) Oberm.
- Trachyandra paniculata Oberm.
- Trachyandra patens Oberm.
- Trachyandra peculiaris (Dinter) Oberm.
- Trachyandra prolifera P.L.Perry
- Trachyandra pyrenicarpa (Welw. ex Baker) Oberm.
- Trachyandra revoluta (L.) Kunth
- Trachyandra sabulosa (Adamson) Oberm.
- Trachyandra saltii (Baker) Oberm.
- Trachyandra sanguinorhiza Boatwr. & J.C.Manning
- Trachyandra scabra (L.f.) Kunth
- Trachyandra smalliana Hilliard & B.L.Burtt
- Trachyandra tabularis (Baker) Oberm.
- Trachyandra thyrsoidea (Baker) Oberm.
- Trachyandra tortilis (Baker) Oberm.
- Trachyandra triquetra Thulin
- Trachyandra zebrina (Schltr. ex Poelln.) Oberm.

Synonyme für Trachyandra Kunth sind Dilanthes Salisb. (1866) und Liriothamnus Schltr. (1924).

## Nachweise